# Jean Baptiste Perrin
Jean Baptiste Perrin, francoski fizik, * 30. september 1870, Lille, Francija, † 17. april 1942, New York, New York, ZDA.
Perrin je leta 1926 prejel Nobelovo nagrado za fiziko za delo o nezvezni zgradbi snovi in posebej za odkritje ravnovesja sesedanja.